# Ângelo Francisco Carneiro
Ângelo Francisco Carneiro ComC (25 de Julho de 1791 / 25 de Maio de 1791/1795 – 31 de Agosto de 1858), 1.° Visconde de Loures, foi um negociante de escravos, empresário comercial, diplomata e filantropo português.

## Biografia
Nascido em Portugal, filho de André João Carneiro e de sua mulher Gertrudes Rosa, conhecido como Ângelo dos Retalhos, Ângelo Francisco Carneiro, como Negociante estabelecido no Recife, iniciou os seus investimentos em Pernambuco, a terceira maior praça do tráfico atlântico de escravos, no então Reino do Brasil, por volta de 1818.
Entre 1824 e 1830, período em que o comércio atingiu altos índices na África Centro-Ocidental, estabeleceu-se nessa região para organizar o embarque de cativos. Em Luanda, seria nomeado Capitão do Regimento de Milícias da Província do Bailundo das Ilhas Adjacentes por Carta-Patente de D. João VI de Portugal a 6 de Abril de 1826, e manteria uma empresa articulada com os cunhados, em Pernambuco, e com Joaquim Ferreira dos Santos, futuro 1.° Barão de Ferreira, 1.° Visconde de Ferreira e 1.° Conde de Ferreira, no Rio de Janeiro.
Em Abril de 1830, retornaria ao Recife, onde formaria uma Sociedade com outros traficantes para continuar o comércio de escravos na ilegalidade. A empresa tinha uma Feitoria bem articulada no Benim, correspondentes na Europa e nas outras Províncias do Brasil. Integravam a sua rede negreira tanto grandes comerciantes como José Bernardino de Sá, Arsênio de Carpo e Ana Obertally, como pequenos investidores, como o Africano liberto e, depois, Alufá, Rufino José Maria.
Em 1842, o Cônsul Britânico em Pernambuco informava o famoso Lord Palmerston do caso dum traficante da Província, que se organizava para desafiar a Grã-Bretanha e Irlanda, por ter tido um de seus navios negreiros apreendido. Na carta, ele dizia que Ângelo Francisco Carneiro, o tal contrabandista, "era o mais bem-sucedido e notório traficante de escravos do Norte do Brasil".
O carácter dos seus negócios era do domínio público, e foi alvo de comentários de estrangeiros, como o Agente Britânico e o famoso Engenheiro Francês Louis Léger Vauthier. Grande negreiro, reconhecido pelos seus contemporâneos, Ângelo Francisco Carneiro, contudo, era mestre em esconder as suas actividades, mesmo durante o período legal do comércio, algo que o torna de difícil apreensão para o trabalho historiográfico, sendo, todavia, possível seguir as suas pistas por variadas fontes como jornais, processos de navios negreiros e as correspondências das autoridades Britânicas.
Dono duma das maiores fortunas de Pernambuco, Ângelo Francisco Carneiro foi Gerente do Consulado dos Estados Pontifícios, e financiou os projetos de urbanização do Recife, na década de 1840. Foi feito Comendador da Real Ordem Militar de Nosso Senhor Jesus Cristo.
Depois de 1850, com a intensificação da repressão, foi um dos muitos contrabandistas que retornaram a Portugal. Aí, ele compraria o título de Visconde de Loures e, mesmo nobre, pode não ter deixado o tráfico. Ainda está em investigação a sua participação na Associação Portuguesa que armava navios em Luanda para desembarcar escravos no Brasil. Posteriormente, é referido como antigo negociante em Pernambuco, Brasil.
Homem caridoso, sua memória permaneceria nos jornais Pernambucanos até 1880, com o Hospital Português anunciando, frequentemente, as Missas que rezavam pelo descanso da alma de seu grande benfeitor.
Por outro lado, em Portugal, o Palacete do Visconde de Loures ou Palácio Loures, na Rua Ivens, em Santa Maria Maior, Lisboa, é, actualmente, a sede do elegante Grémio Literário de Lisboa.
O título de 1.° Visconde de Loures foi-lhe concedido por Decreto de D. Maria II de Portugal de 13 de Maio de 1851. Brasão de Armas: esquartelado, o 1.° e o 4.° Carneiro, o 2.° da Silva e o 3.° da Costa; timbre: Carneiro; Coroa: de Visconde; Armas esculpidas no seu Palacete do Visconde de Loures ou Palácio Loures e no Jazigo de Família, no Cemitério dos Prazeres, em Lisboa.

## Casamento
Casou a 7 de Junho de 1833 com Maria Mirza Gerodê (12 de Novembro de 1812 – ?), filha de Pedro Paulo Gerodê, de ascendência Francesa, e de sua mulher Maria Madalena.

## Descendência
Foi seu filho primogénito e homónimo Ângelo Francisco Carneiro (Paris, 27 de Dezembro de 1837 – 10 de Novembro de 1870), 2.° Visconde de Loures, Doutor em Filosofia pela Universidade de Iena em Saxe-Weimar-Eisenach, co-autor do Novo diccionario critico e etymologico da lingua portugueza: comprehendo, 1o todos os vocabulos da lingua usual..." e autor do "Novo dicionario e etymologico da lingua portuguesa", que foi Moço Fidalgo da Casa Real com exercício no Paço, Guarda-Roupa Honorário da Casa Real de Sua Majestade e Comendador da Real Ordem Militar de Nosso Senhor Jesus Cristo, que casou a 27 de Fevereiro de 1861 com Josefina Clarisse Duprat de Oliveira (Lisboa, Mártires, 21/24 de Novembro de 1840 – Lisboa, Pena, 20 de Maio de 1910), filha de António Joaquim de Oliveira, Negociante em Lisboa, Vogal do Conselho Geral do Comércio, Cônsul do Chile e do Equador e Vice-Cônsul de Oldemburgo em Lisboa, e de sua mulher Josefina Clarisse Duprat (Lisboa, Pena, Igreja de São Luís dos Franceses, 28 de Outubro de 1807 - ?), de ascendência Francesa, irmã do 1.° Visconde de Duprat, sem geração. A sua mulher, ficando no estado de viúva, passou a contrair segundas núpcias a 18 de Novembro de 1871 com o 2.° Visconde de Valmor, Fausto de Queirós Guedes, do qual foi segunda mulher, sem geração. O título de 2.° Visconde de Loures foi-lhe renovado em segunda vida por Decreto de D. Pedro V de Portugal de 28 de Julho de 1859. Foram suas filhas mais novas Genoveva Rosa Carneiro, falecida jovem a 30 de Agosto de 1856, e Maria Adriana Carneiro, falecida jovem a 17 de Julho de 1859.